# Stellantis Italy

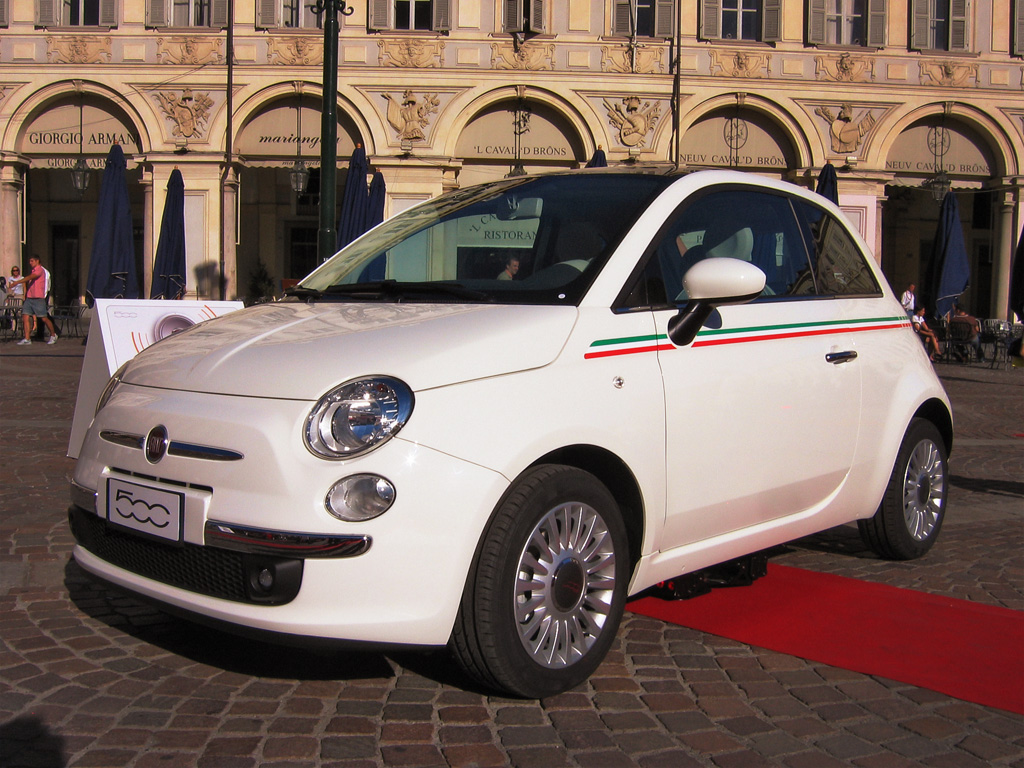
Fiat 500

Stellantis Italy (anteriormente Fiat Group Automobiles (2007- 2014) y FCA Italy S.p.A. (2014-2021)) es una empresa italiana de diseño, fabricación y comercialización de automóviles y vehículos comerciales ligeros, con sede en Mirafiori, Turín, Italia. La empresa se fundó en 1979 como subsidiaria del grupo Fiat S.p.A., y en 2007 se convirtió en Fiat Group Automobiles S.p.A. En 2014 y tras absorber al grupo estadounidense Chrysler LLC, adoptó el nombre actual e integró el grupo Fiat Chrysler Automobiles (FCA). Finalmente en 2021 y tras la fusión de iguales entre FCA y el francés Groupe PSA, se creó el conglomerado Stellantis del cual FCA Italy pasó a ser una unidad interna.
Las marcas que forman Fiat Group Automobiles son Fiat, Abarth, Alfa Romeo, Lancia y Fiat Professional. La empresa siempre fue independiente de Ferrari y Maserati, también antiguas filiales de Fiat S.p.A., al tener un público exclusivo y minoritario tanto por precio como imagen y prestaciones.
Desde 2009, con la toma de control de Fiat S.p.A. sobre Chrysler Group LLC, esta última se convierte en una filial del grupo italiano. Bajo el mismo grupo industrial, se firma una alianza de cooperación entre la filial estadounidense Chrysler Group LLC y la filial italiana Fiat Group Automobiles debido a lo cual se vienen anunciando diferentes futuras sinergias entre ellas; como una próxima colaboración global entre las marcas Lancia y Chrysler o el inminente retorno de Alfa Romeo y Fiat al mercado estadounidense. A partir del 29 de enero de 2014, con la compra de Chrysler Group LLC por parte de Fiat S.p.A., la empresa Fiat Group Automobiles pasó a denominarse FCA Italy, como subsidiaria de la compañía Fiat Chrysler Automobiles.
El 16 de enero de 2021, las operaciones de Fiat Chrysler Automobiles y Groupe PSA se fusionaron para formar Stellantis y la empresa pasó a llamarse Stellantis Italy.

## Hitos tecnológicos recientes
- En 1978 con el Fiat Ritmo se pone en funcionamiento bajo el nombre de RoboGate el primer sistema automático del mundo para la completa fabricación de carrocerías mediante robots.[9]
- En 1979 presenta en Brasil el Fiat 147 Ethanol, el primer vehículo del mundo propulsado enteramente por etanol.[10]
- En 1980 Alfa Romeo se convierte en el primer fabricante del mundo en ofrecer un motor con distribución variable en un automóvil de serie, el Alfa Romeo Spider con sistema variador de fase.
- En 1983 se aplica el primer sistema Start-Stop en un automóvil, el Fiat Regata con denominación ES (Energy Saving).[11]
- En 1985 se comercializa el primer automóvil del mundo con motor Diésel y turbo inyección directa, el Fiat Croma con denominación TD iD.[12]

● En 1988, Fiat presenta el Fiat Tipo. Primer automóvil del mundo fabricado sobre una única plataforma modular. Desarrollada para cubrir los Segmentos C y D. Sobre ella, se desarrollarán los nuevos modelos de Fiat, Lancia y Alfa Romeo del próximo milenio.(Siglo XXI).
- En 1990 con la comercialización del Fiat Panda Elettra, Fiat se convierte en el primer fabricante de masas del mundo en ofrecer un automóvil eléctrico en su gama.[13]

- En 1997 el Alfa Romeo 156 se convierte en el primer automóvil con motor diésel common-rail del mundo.[14] Innovando sobre la tecnología de la inyección directa diésel del primer Fiat Croma.
- En 1999, Fiat cumple 100 años, y se comercializa el Fiat Punto MK2, primer automóvil del mundo en montar la dirección eléctrica variable denominada CITY. Ademas se comercializa en el Alfa Romeo 156 el sistema Selespeed, la primera caja de cambios manual automatizada del mundo en un automóvil de serie.
- En 2003 llegan los nuevos motores Multijet, evolución del sistema Common-Rail Unijet.[15]
- En 2004 se presenta Blue&Me, un sistema de comunicaciones, entretenimiento y navegación desarrollado para el grupo por Microsoft y Magneti Marelli.
- Desde 2006 bajo la denominación TetraFuel, se comercializa el único automóvil del mundo que puede usar cuatro combustibles diferentes a la vez: gasolina, mezcla de gasolina y etanol, etanol puro y gas natural; el Fiat Siena.[16]
- En 2008 el Fiat 500 se convierte en el primer vehículo de su segmento en obtener cinco estrellas en las pruebas de choque europeas. Este mismo modelo, es también el primero en ser compatible con las normas EURO V en toda su gama.[17]
- En 2009 se presenta el primer automóvil del mundo con sistema MultiAir, el Alfa Romeo MiTo.
- En 2010 se comercializa el nuevo Motor TwinAir, motor bicilíndrico de gasolina con turbo y tecnología MultiAir, para unas altas prestaciones y bajo consumo y emisiones.
- En 2010 se comercializan los primeros motores Multijet II, que podrán cumplir la futura regulación EURO VI sin necesidad de filtros de partículas ni similares.
- En 2010, un estudio realizado por el ADAC alemán, confirmó al Fiat Panda en su versión NaturalPower como el automóvil con menor gasto de combustible por kilómetro recorrido en condiciones reales.[18]

## Premios relevantes

### Coche del año en Europa

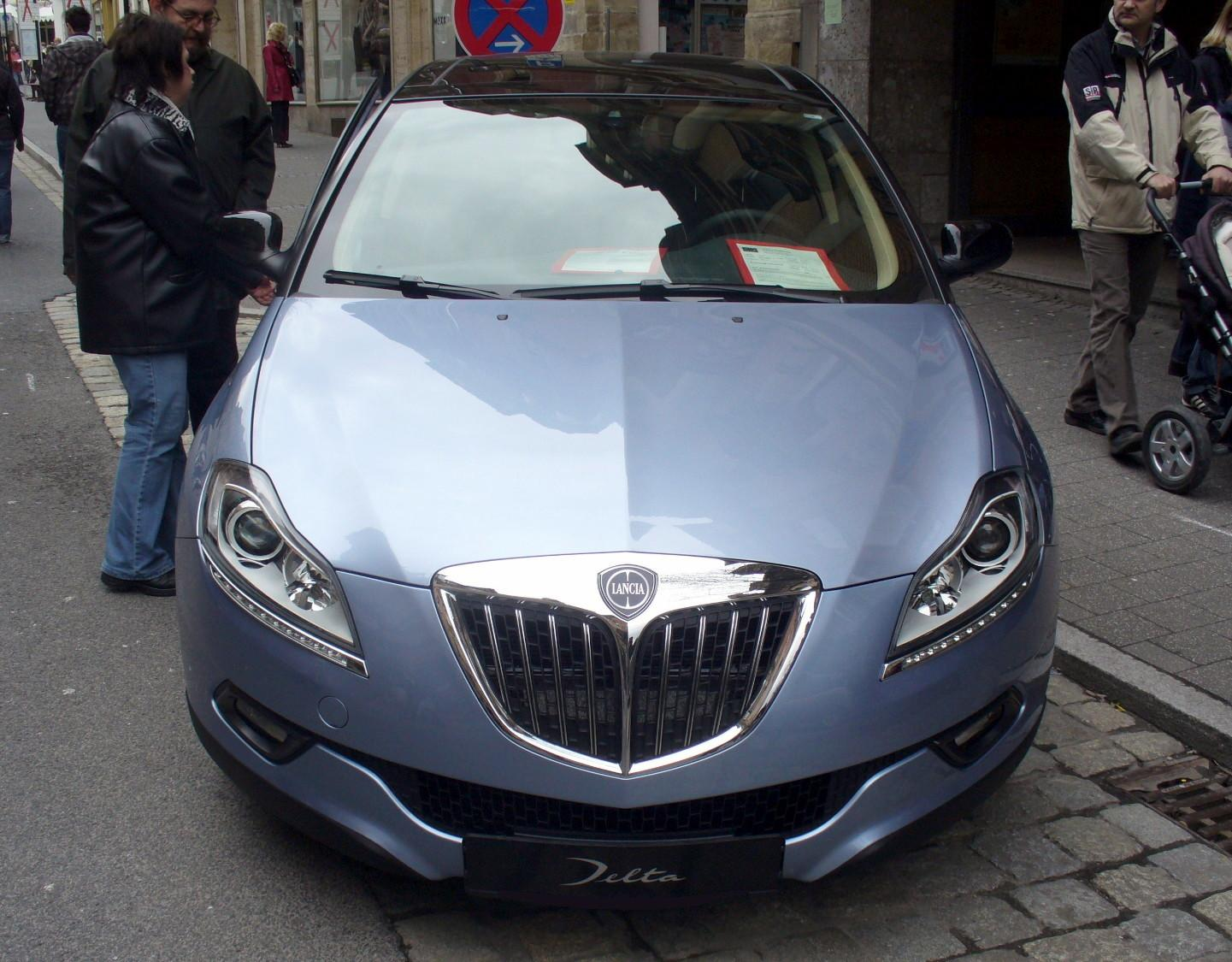
Lancia Delta.

Fiat Group Automobiles ha conseguido alzarse con el premio Coche del Año en Europa en 12 de 45 convocatorias. Es el grupo que más veces lo ha conseguido y Fiat es la marca más galardonada al haber conseguido distinguirse con la máxima puntuación en nueve ocasiones.
- 2008 Fiat 500
- 2004 Fiat Panda
- 2001 Alfa Romeo 147
- 1998 Alfa Romeo 156
- 1996 Fiat Bravo/Brava
- 1995 Fiat Punto
- 1989 Fiat Tipo
- 1984 Fiat Uno
- 1980 Lancia Delta
- 1972 Fiat 127
- 1970 Fiat 128
- 1967 Fiat 124

### International Van of The Year
Fiat Professional ha conseguido en cinco ocasiones el premio International Van of the Year, en 1994, 2006, 2008, 2009 y 2011, siendo el fabricante que más distinciones atesora desde la fundación de dicho galardón.

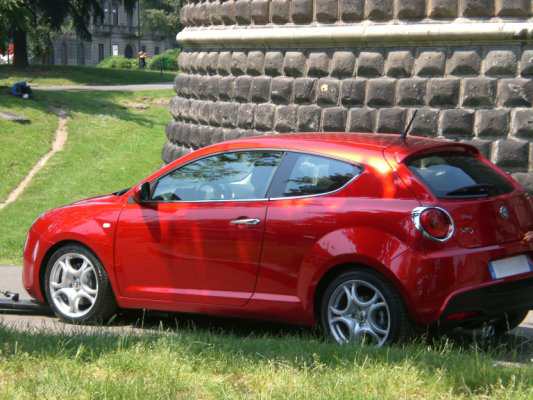
Alfa Romeo MiTo.

## Diseño
El responsable del diseño del grupo es el Centro Stile Fiat. En él han trabajado recientemente diseñadores como Frank Stephenson, Chris Bangle, Andreas Zapatinas o Walter da Silva. A lo largo de los años el grupo también ha colaborado con otros diseñadores y con los principales centros de diseño como:
- Giorgetto Giugiaro
- Sergio Pininfarina
- Franco Scaglione
- I.DE.A Institute
- Marcello Gandini
- Zagato
- Stile Bertone
- Wolfgang Egger
- Christopher Reitz
- Roberto Giolito

## Motores

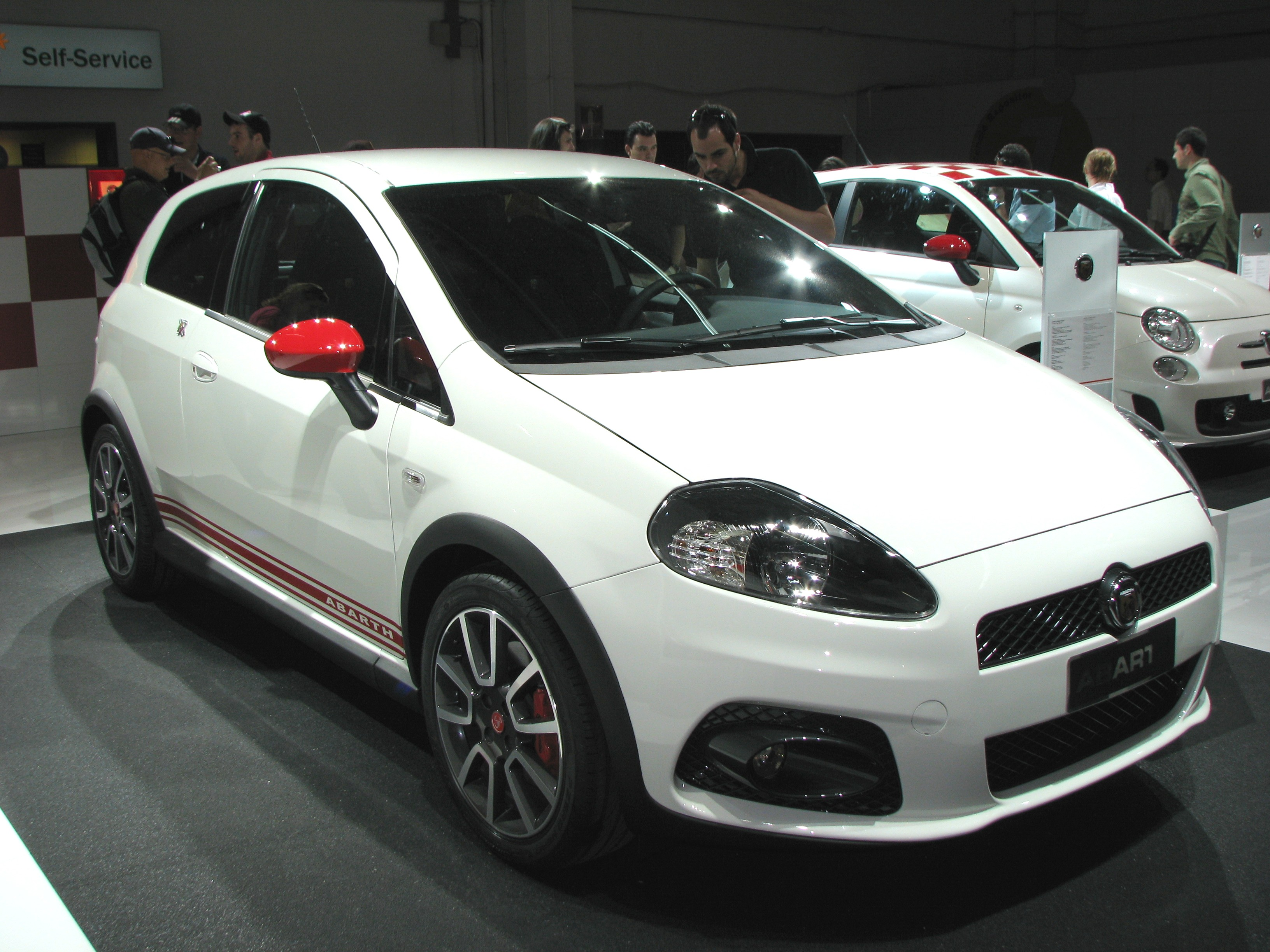
Abarth Grande Punto.

- Motor 100 SOHC (Simple Overhade Camshafft).
- Motor 100 DOHC (Double Overhade Camshafft).
- Motor Tipo.
- Motor FIRE (Fully Integrated Robotized Engine).
- Motor Twin Spark.
- Motor JTD (Jet Turbo Diesel).
- Motor JTS (Jet Turbo Steoquiometrich).
- Motor TwinAir
- Motor FIRE - Fly (GSE "Global Small Engine" -2016->Actualidad 2024).
- Motor Sofim (Società Franco Italiana Motori") - >Actualidad 2024.
- Motor Multijet SDGE ("Small Diesel Global Engine "2005- 2021).
- Motor Boxer.

## Plataformas
● Plataforma Tipo  
●Plataforma Tipo Due
- Plataforma C
- Plataforma Premium
- Plataforma Mini Global Modular Architecture
- Plataforma Small Global Modular Architecture
- Plataforma Compact Global Modular Arquitecture

## Centros de Innovación y Desarrollo
- Centro Ricerche Fiat
- Centro Sperimentale Balocco
- Centro Sicurezza Fiat
- ELASIS
- Centro Stile Fiat
- Fiat Reality Center

## Pistas de pruebas
- Circuito de Fiorano
- Circuito de Balocco
- Circuito de pruebas de Lingotto
- Centro de pruebas Fiat La Mandria
- Centro de pruebas de invierno Fiat Arjeplog

## Fábricas

### Italia
Mirafiori en Turín, Melfi región de Potenza, Cassino cerca de Roma y Pomigliano d´Arco.

### Argentina
Córdoba.

### Brasil
Betim y Fiat Goiana en los estados de Minas Gerais y Pernambuco.

### Polonia
Tychy.
Bielsko Biala.

### Serbia
FAS es una antigua fábrica militar de Zastava en Kragujevac.

### Joint Ventures

#### En China
Fábrica GAC Fiat Changsha con el Grupo GAC en Changsha.

#### En Francia
Fabrica Sevel Nord con el Groupe PSA en Valenciennes.

#### En India
La factoría FIAL es una colaboración con Tata en Ranjangaon.

#### En Italia
Fábrica Sevel Sud en Val di Sangro con el Groupe PSA.

#### En Rusia
KAMAZ es la factoría rusa sita en Naberezhnye Chelny.

#### En Turquía
TOFAŞ Turk Otomobil Fabrikasi es el nombre de la Joint Venture en Turquía.

#### En Argel
FIAT Tafraoui, en la región de Orán. 